# یواس‌اس انتاک (ای‌پی‌دی-۱۲۵)
یواس‌اس انتاک (ای‌پی‌دی-۱۲۵) (به انگلیسی: USS Wantuck (APD-125)) یک کشتی بود که طول آن ۳۰۶ فوت ۰ اینچ (۹۳٫۲۷ متر) بود. این کشتی در سال ۱۹۴۴ ساخته شد.